# Винокуров, Валерий Изидорович
Вале́рий Изидо́рович Виноку́ров (род. 23 июля 1939, Москва) — советский и российский спортивный журналист, писатель.

## Биография
Сын прозаика Изидора Григорьевича Винокурова (1907—1990), заведующего отделом рукописей и писем журнала «Юность», ответственного секретаря Совета по критике и литературоведению СП СССР. В 1962 году окончил Ленинградский институт киноинженеров, работал на киностудии «Мосфильм» (1959—1964) помощником звукооператора, техником, инженером звукозаписи, звукооператором.
В 1965—1982 годах работал обозревателем еженедельника «Футбол», в 1982—1987 годах — редактором отдела литературы и искусства журнала «Смена», в 1988—1995 годах — главным редактором издательства «Физкультура и спорт».
С 1993 по 2008 год сотрудничал с Радио «Свобода» в качестве спортивного обозревателя, редактора и ведущего программ «Прессинг» и «Час прессы: спорт».
На протяжении многих лет является одним из ведущих футбольных журналистов страны, освещал события чемпионатов мира 1978, 1982, 1994, 1998, 2002 и 2006 годов, чемпионатов Европы 1980, 1988, 1992, 1996, 2000, 2004, 2008 и 2012 годов, Олимпийских футбольных турниров и чемпионатов мира по хоккею, чемпионата мира по регби и чемпионата мира по снукеру.
Автор книг о «Динамо» (М) и ЦСКА (в соавторстве с Олегом Кучеренко), сборников статей и очерков «Шаг к истине» и «Шаги к истине».
В соавторстве с Борисом Шурделиным написал повести о футболе «Небо над полем», «Чьи сыновья», роман «Наша с тобой „Звезда“», несколько повестей детективного жанра; в соавторстве с Владиславом Романовым — повесть «Форвард платит за всё».
Автор биографических очерков о Льве Яшине и Мишеле Платини, вошедших в серию «Спорт как спорт» издательства «Книжный клуб».
Рассказы и повести Валерия Винокурова печатались в журналах «Смена», «Звезда Востока», «Подъём», «Байкал», «Днипро», «Кубань», «Мы», «Олимпийская панорама», а также в литературно-художественных сборниках и альманахах издательств «Правда», «Молодая гвардия», «Физкультура и спорт».
Пользуясь большим авторитетом в футбольных кругах, Валерий Винокуров на протяжении нескольких лет был членом комиссии агитации и пропаганды, спортивно-технической комиссии Федерации футбола СССР, Всесоюзного тренерского совета (1978—1987), комитета по связям с общественностью и справедливой игре Российского футбольного союза.
В 1980-х годах был членом исполкома Советской ассоциации детективного и политического романа (САДПР).
В январе 1990 года вступил в общественно-литературное движение «Апрель» (писатели в поддержку перестройки). Основатель журнала «Футбольная правда», издававшегося в 2003—2005 годах.
Отец Олега Винокурова, также журналиста и спортивного обозревателя. В 1994 году они вместе стали победителями викторины ФИФА «Гол» на знание истории мирового футбола, а в 1999 году выпустили публицистический сборник «Наш мир — футбол».
Вторым браком был женат на шахматистке Татьяне Затуловской. С 2001 года по настоящее время женат на Медведевой Галине Валентиновне.

## Награды
Лауреат годовых премий газеты «Советский спорт», журналов «Смена» и «Огонёк».
В 1976 и 1979 занесен в «Книгу Почёта» Федерации футбола СССР как лучший футбольный обозреватель страны.
Награждён дипломом Оргкомитета Олимпиады-76 в Монреале.
Награждён «Почётной грамотой» Госкомитета по физкультуре и спорту РФ как лучший спортивный журналист России 1994 года.
Награждён Почётными знаками ЦК ВЛКСМ и Федерации футбола СССР.
Награждён специальным призом «Энергия побед» Олимпийского комитета России «За особый вклад в развитие спортивной журналистики в России» (2023).
Награды РФПЛ:
- Почётный диплом «За преданность журналистике» (2010).
- Премия «За большой вклад в популяризацию и развитие отечественного футбола» (2012).
- Почётная премия «Легенда отечественной журналистики» (2015).

## Библиография

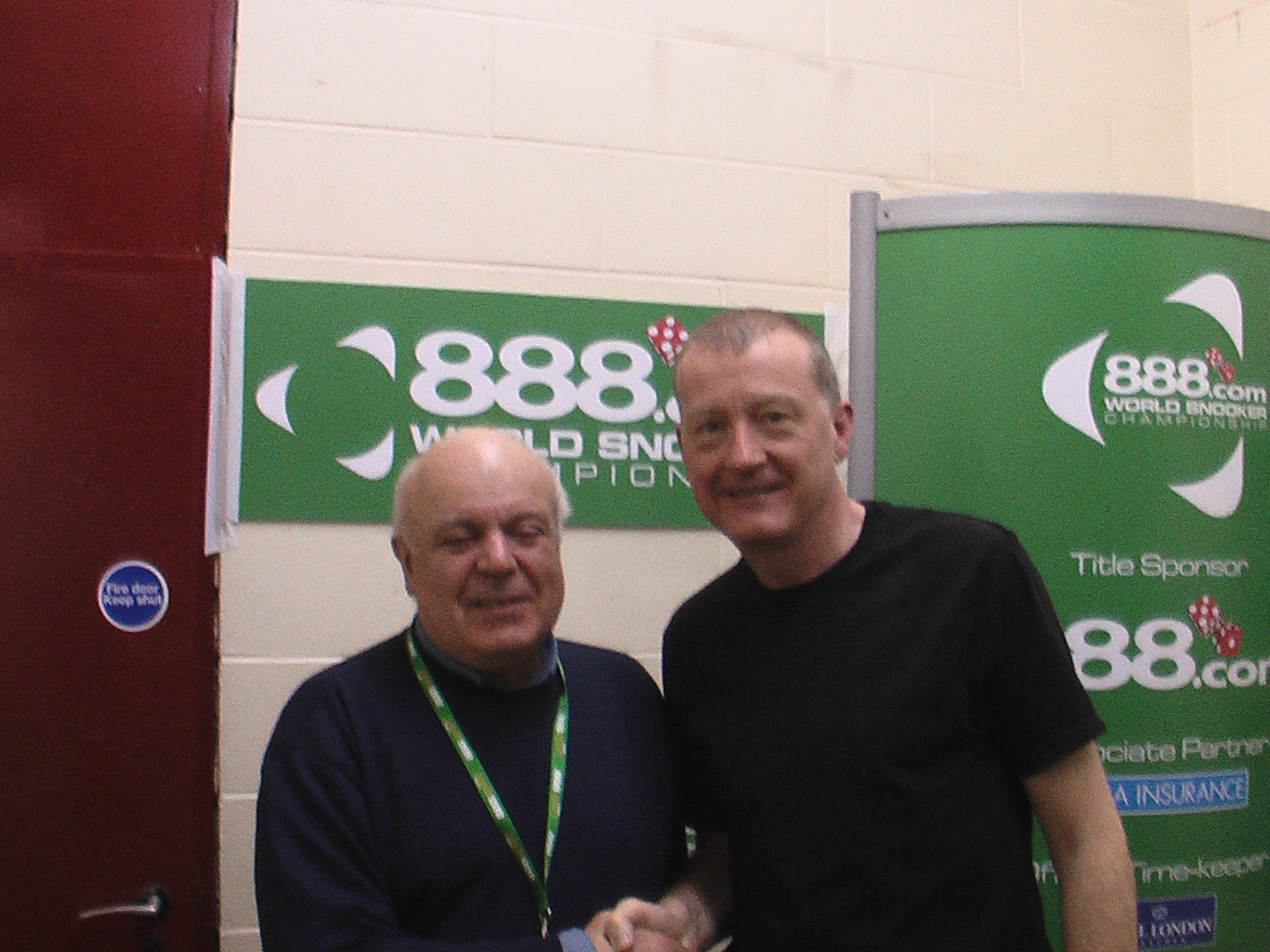
С шестикратным чемпионом мира по снукеру Стивом Дэвисом. Шеффилд. 2008 год